# Ipoly Sándor
Ipoly Sándor (eredeti nevén Janicsek Sándor) (Pest, 1857. június 29. – Budapest, 1902. november 30.) magyar festőművész, fametsző.

## Életpályája
Az egyik előkelő fővárosi nyomdaintézet főszedőjének fiaként született. Kisgyermek korában az a szerencsétlenség érte, hogy dajkája elejtette, aminek egész életére kiható végzetes következményei voltak. Kezdetben az Országos Mintarajziskolában Morelli Gusztáv mellett tanult. Az 1880-as évek elején Berlinben fametszéssel foglalkozott. Ezután öt évet töltött Párizsban, ahol a Julian Akadémián és Colarossi iskolájában folytatott festészeti tanulmányokat. Részben fametszéssel, részben pedig avval tartotta fönn magát, hogy a Louvre-ban és a Luxemburgban másolgatott és másolatait szerény áron értékesítette. Párizsból küldte a Műcsarnokba első képeit, a Családi boldogságot és a Délutánt. Hazatérése után az 1890-es években Benczúr Gyula mesteriskolájában nagyméretű kompozíciókon dolgozott, mint pl. Dante álma (1895), Erkel Ferenc géniusza (1897). Krisztus az apostolok közt című képét a király vásárolta meg. Pályája vége felé megélhetési gondokkal és betegségekkel küszködött. Az utolsó három-négy esztendőben már csak arcképekkel, egy-egy gyümölcscsendélettel vagy kisebb méretű vízfestménnyel jelent meg a tárlatokon. Illusztrálással és művészi plakátok rajzolásával is megpróbálkozott, s a Képzőművészeti Társulat rendes plakátpályázataiból két ízben került ki győztesen. 1902. december 2-án temették el a rákoskeresztúri temetőbe, kollegáinak és tisztelőinek részvéte mellett.